# Pozoamargo
Pozoamargo és un municipi de la província de Conca, a la comunitat autònoma de Castella-La Manxa.

## Demografia
| 1991 | 1996 | 2001 | 2004 | 2006 |
| ---- | ---- | ---- | ---- | ---- |
| 364  | 338  | 341  | 382  | 416  |